# イベイー

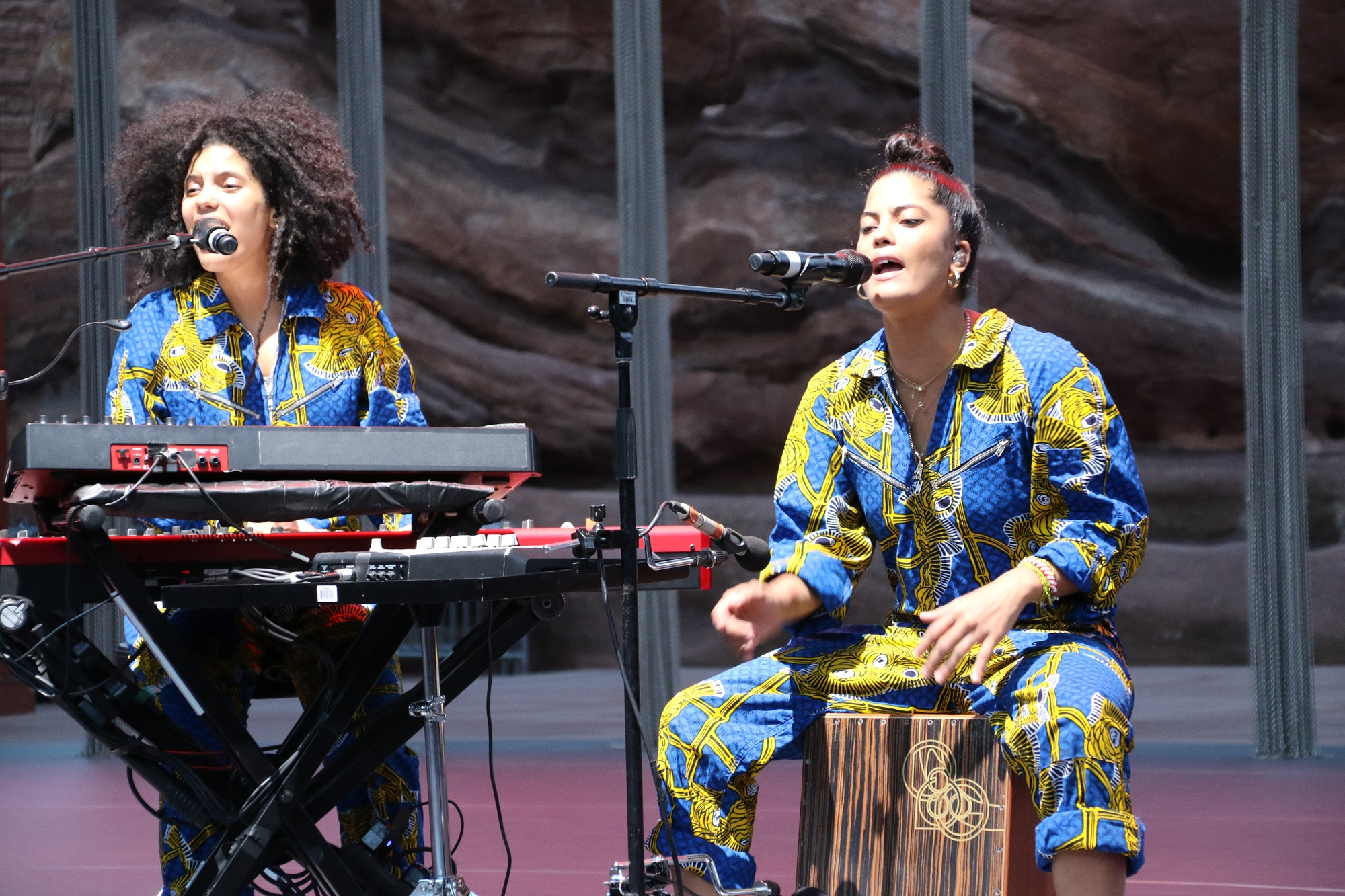
イベイー（2018年）

イベイー（Ibeyi）は、フランス及びキューバ出身の双子姉妹デュオ。祖先がヨルバ人であり、名前の由来はヨルバ語で「双子」を意味する。歌は英語とヨルバ語で歌われている。

## 来歴
両姉妹はパリで生まれたが、生後2年間はキューバのハバナで暮らしていた。父親はかつてイラケレで名を成し、その後、ブエナ・ビスタ・ソシアル・クラブで活動したパーカッショニストのミゲル・"アンガ"・ディアス（英語: Anga Díaz）。
2006年、両姉妹が11歳の時に父ミゲル・"アンガ"・ディアスは45歳で死去。その後、父親が使用していた楽器であるカホンの演奏及びヨルバの民族音楽を学び、サンテリアの影響を受ける。母親はベネズエラ系フランス人の歌手であるマヤ・ダグニーノ（Maya Dagnino）。母はイベイーのマネジャーや作曲のアドバイザー等としても娘たちを支援している。
2013年にイギリスのインディー・レコードレーベル、XLレコーディングスと契約。同年、両姉妹の姉が死去。2014年9月9日、デビューEP『オヤEP』を発売。タイトル曲の「オヤ」は、ルイ・ヴィトンの2014-15秋冬レディース・コレクションの広告キャンペーン曲に採用される。
2015年2月17日、セルフタイトルのデビュー・アルバム『イベイー』を発売。亡くなった父、姉、かつて兄のように慕っていたというDJのキッド・アトラスの死去の追悼を含む内容の作品となった。フランスのSNEPアルバムチャートで15位を記録 。

## メンバー
- リサ＝カインデ・ディアス (Lisa-Kaindé Diaz)

ボーカル、ピアノ、キーボード
- ナオミ・ディアス (Naomi Diaz)

ボーカル、カホン、バタドラム

## ディスコグラフィ

### スタジオ・アルバム
- 『イベイー』 - Ibeyi (2015年、XL) ※日本ではホステス・エンタテインメントより発売
- 『アッシュ』 - Ash (2017年、XL)
- 『スペル 31』 - Spell 31 (2022年、XL)

### EP
- 『オヤEP』 - Oya EP (2014年、XL) ※日本ではホステス・エンタテインメントより発売